# Teluri tetrafluoride
Telu tetrafluoride là một hợp chất vô cơ có thành phần chính gồm hai nguyên tố là telu và flo, với công thức hóa học được quy định là TeF4. Hợp chất này tồn tại dưới dạng thức là một tinh thể rắn có màu trắng, ổn định và là một trong hai chất hợp chất telu fluoride. Hợp chất có cùng thành phần và hợp chất telu fluoride còn lại là telu hexafluoride. Các báo cáo công bố rộng rãi rằng Te2F10 được biểu diễn thành F5TeOTeF5. Ngoài ra, còn có các hợp chất telu khác có chứa flo, nhưng trong số đó chỉ có hai hợp chất chỉ chứa hai nguyên tố này. Telu đifluoride, công thức là TeF2 và đitelu fluoride, Te2F không được biết đến.

## Điều chế
Telu tetrafluoride có thể được điều chế theo phản ứng sau:
TeO2 + 2SF4 → TeF4 + 2SOF2
Nó cũng được điều chế bằng phản ứng nitryl fluoride với teluride hoặc từ các nguyên tố thành phần ở nhiệt độ 0 °C hoặc bằng phản ứng giữa selen tetrafluoride với teluride dioxide ở nhiệt độ 80 °C.
Khí flo trong nitơ có thể phản ứng với TeCl2 hoặc TeBr2 để hình thành TeF4.